# Pokémon Rosso e Blu
Pokémon Versione Rossa e Pokémon Versione Blu sono i primi due videogiochi nella serie di giochi di ruolo giapponesi Pokémon, sviluppata da Game Freak sotto la direzione di Satoshi Tajiri. Pubblicati da Nintendo per la console portatile Game Boy, i due titoli sono apparsi originariamente il 27 febbraio 1996 in Giappone con il nome di Pocket Monsters Aka (ポケットモンスター 赤?, Poketto Monsutā Aka, lett. "Pocket Monsters Rosso") e Pocket Monsters Midori (ポケットモンスター 緑?, Poketto Monsutā Midori, lett. "Pocket Monsters Verde"); un'edizione speciale migliorata, intitolata Pocket Monsters Ao (ポケットモンスター 青?, Poketto Monsutā Ao, lett. "Pocket Monsters Blu"), è stata pubblicata il 15 ottobre seguente. I due videogiochi sono stati esportati in Occidente con il titolo di Pokémon Rosso e Blu, in una versione basata sulla Ao giapponese ma mantenendo le stesse caratteristiche dei giochi Aka e Midori originari. Sono stati pubblicati in Nord America e Australia nel 1998 e in Europa nel 1999.
Nei videogiochi il giocatore controlla gli spostamenti del personaggio principale attraverso la regione fittizia di Kanto, alla cattura di creature chiamate Pokémon da allenare e utilizzare nelle sfide contro altri allenatori. Lo scopo del gioco è diventare il campione della Lega Pokémon, sconfiggendo gli otto capipalestra e i quattro allenatori più forti della regione: i Superquattro. Un altro obiettivo è quello di completare il Pokédex, l'enciclopedia fittizia presente all'interno dei giochi, catturando tutte le 150 specie di Pokémon disponibili. I due titoli sono indipendenti l'uno dall'altro, ma condividono la stessa storia. Sebbene possano essere giocate separatamente, è necessario scambiare Pokémon tra le due versioni per completare il Pokédex, poiché ognuna delle due presenta dei Pokémon assenti nell'altra e viceversa. Il 151º Pokémon, Mew, è disponibile soltanto tramite un glitch del gioco o una distribuzione ufficiale di Nintendo.
Pokémon Rosso e Blu hanno goduto di una grande popolarità in Giappone e nei paesi occidentali e hanno dato il via al media franchise multimilionario Pokémon, secondo solo alla serie di Mario. IGN li ha definiti i giochi di ruolo (GDR) per Game Boy più venduti di sempre e i GDR più venduti in assoluto. I videogiochi originali sono stati rieditati nel 1998 in Pokémon Giallo, un'edizione speciale che riprende elementi della serie televisiva, e nel 2004 in Pokémon Rosso Fuoco e Verde Foglia, remake a colori per Game Boy Advance dei due titoli con numerosi aggiornamenti.

## Trama

Il Campione della Lega Pokémon in Pokémon Rosso

Pokémon Rosso e Blu si svolgono nella regione immaginaria di Kanto, in cui sono presenti dieci città e una serie di percorsi terrestri e marittimi che li collegano. Il protagonista è un giovane ragazzo di dieci anni di nome Rosso che vive a Biancavilla. Avventuratosi nell'erba alta per uscire dal villaggio in cerca di avventura, una voce gli intima di fermarsi. Il professor Oak, un celebre ricercatore di Pokémon, gli spiega che nell'erba alta vivono Pokémon selvatici e che affrontarli da solo può essere pericoloso. Egli conduce il giocatore al suo laboratorio, dove si trova già il nipote di Oak ed eterno rivale di Rosso, Blu. Al giocatore e al rivale viene quindi fatto scegliere un Pokémon iniziale tra Bulbasaur, Squirtle e Charmander per il loro viaggio per diventare allenatori di Pokémon. Il nipote di Oak sceglierà sempre il Pokémon avvantaggiato rispetto allo starter del giocatore e lo sfiderà immediatamente a un combattimento con i loro nuovi Pokémon, continuando ad affrontare il protagonista a determinati intervalli nel corso del gioco.
Dopo aver ricevuto il Pokédex, il giocatore si avventura quindi in un viaggio attraverso Kanto, catturando Pokémon selvatici, allenandoli e combattendo contro altri allenatori, con lo scopo di diventare il miglior allenatore di Pokémon di sempre. Per fare questo dovrà visitare le otto palestre Pokémon disseminate per Kanto e sfidarne gli otto capipalestra per ottenere le medaglie necessarie a proseguire. Raccolti tutti e otto i riconoscimenti, il giocatore può accedere alla Lega Pokémon, che ospita i migliori allenatori della regione. Qui dovrà sconfiggere i Superquattro e infine il nuovo Campione della Lega, il suo rivale Blu. Nel corso del gioco il giocatore dovrà anche affrontare i membri del Team Rocket, un'organizzazione criminale senza scrupoli dedita al traffico e allo sfruttamento dei Pokémon.

## Modalità di gioco
Come numerosi videogiochi di ruolo, Rosso e Blu presentano una visuale bidimensionale dall'alto in terza persona; il giocatore controlla direttamente il personaggio principale, spostandolo nel mondo fittizio e interagendo con diversi oggetti e persone. Il giocatore può portare con sé fino a un massimo di sei Pokémon, mentre i rimanenti possono essere depositati in dei box in attesa di utilizzo. Accedendo al menù principale si possono configurare i propri Pokémon, gli strumenti e le opzioni del gioco. Percorrendo la regione, il giocatore attraversa differenti tipi di terreno: erba alta, foreste, grotte e percorsi acquatici, in cui dimorano diverse specie di Pokémon selvatici che appaiono in modo casuale. In queste zone sono ugualmente presenti allenatori non giocanti che sfidano il giocatore a combattere contro i loro Pokémon.

Schermata di battaglia tra Charmander e Squirtle. Su Game Boy e Game Boy Pocket i giochi sono in scala di grigi, mentre su Game Boy Color appaiono a colori.

Quando il giocatore incontra un Pokémon selvatico o viene sfidato da un allenatore, l'azione passa a una scena di battaglia a turni, in cui i Pokémon del giocatore e quelli avversari si affrontano con le loro abilità in scontri uno contro uno. In battaglia il giocatore può scegliere di utilizzare uno dei quattro attacchi del Pokémon, ricorrere a uno strumento, cambiare creatura o tentare la fuga (solo nel caso di incontri con Pokémon selvatici). Ogni Pokémon e attacco appartengono a uno o più tipi che si rivelano più o meno efficaci contro tipi differenti in base a un sistema di debolezze e resistenze. I Pokémon possiedono un ammontare di Punti Salute (PS); quando questi vengono ridotti a zero, la creatura sviene e non è più in grado di combattere fino a quando la sua salute non è ripristinata con strumenti o presso i Centri Pokémon. Quando un Pokémon del giocatore sconfigge un avversario, riceve un numero di punti esperienza proporzionale alla forza del Pokémon battuto. Dopo aver accumulato abbastanza esperienza un Pokémon sale di livello, incrementando le sue statistiche e apprendendo nuove mosse. Raggiungendo determinati livelli alcuni Pokémon possono evolvere, modificando il loro aspetto. Queste evoluzioni influenzano le statistiche delle creature e i livelli a cui apprendono nuovi attacchi (Pokémon evoluti ottengono un incremento maggiore di abilità a livello, ma imparano le stesse mosse più tardi).
La cattura dei Pokémon è un altro elemento essenziale del gioco. Durante un incontro con un Pokémon selvatico, il giocatore può lanciargli una Poké Ball; se la cattura ha successo il Pokémon entrerà in possesso del giocatore. I fattori che influenzano il tasso di successo della cattura includono i PS del Pokémon bersaglio e il tipo di Poké Ball utilizzata. L'obiettivo finale del gioco è di completare l'enciclopedia fittizia dei Pokémon denominata Pokédex, catturando, evolvendo e scambiando tutte e 150 le specie di creature. Nonostante sia presente nel gioco come 151º Pokémon, Mew è ottenibile soltanto tramite un glitch del gioco o una distribuzione ufficiale di Nintendo e, pertanto, non sarà necessario catturarlo per completare il gioco. Pokémon Rosso e Blu permettono ai giocatori di scambiare creature tra due cartucce, connettendo i Game Boy tramite un cavo Game Link. Questa operazione è necessaria per completare il Pokédex, dato che ognuna delle due versioni presenta dei Pokémon esclusivi e che quattro specie si evolvono solo scambiandole. In Pokémon Rosso non è possibile ad esempio catturare Sandshrew, Sandslash, Vulpix, Ninetales, Meowth, Persian, Bellsprout, Weepinbell, Victreebel, Magmar e Pinsir, mentre nella versione Blu non sono disponibili Ekans, Arbok, Oddish, Gloom, Vileplume, Mankey, Primeape, Growlithe, Arcanine, Scyther ed Electabuzz. Il Game Link permette inoltre di affrontare la squadra Pokémon di altri giocatori.
La connettività è garantita anche con Pokémon Giallo, mentre con i videogiochi della seconda generazione Pokémon Oro, Argento e Cristallo non sono ammessi i combattimenti e gli scambi possono avvenire solo in assenza, nelle due squadre, di Pokémon e attacchi introdotti nella seconda generazione. A partire dalla terza generazione, invece, Pokémon Rosso e Blu non sono più compatibili con gli altri titoli della serie. Utilizzando il Transfer Pak per Nintendo 64, dati dei due giochi come Pokémon e strumenti possono essere trasferiti in Pokémon Stadium e Stadium 2.

### Bug e glitch
Pokémon Rosso e Blu sono noti per la grande quantità di bug e glitch che affligge i giochi. Uno dei più popolari riguarda l'incontro con MissingNo. (abbreviazione di "Missing Number"), un Pokémon glitch che si può presentare sotto varie forme e che è possibile incontrare sfruttando alcuni errori nel codice di programmazione dei due titoli. Inoltre, diversi altri Pokémon possono essere incontrati usando dei glitch, come l'altrimenti inottenibile Pokémon misterioso Mew.

## Sviluppo
Il concetto della saga di Pokémon è stato sviluppato dal game designer Satoshi Tajiri sulla base del suo interesse per collezionare insetti, passatempo molto diffuso tra i bambini giapponesi. Crescendo, Tajiri constatò tuttavia una riduzione nella popolazione d'insetti della città in cui abitava, a causa dell'urbanizzazione dell'abitato, e vide che i bambini passavano più tempo in casa che a giocare all'aperto. Concepì allora l'idea di un videogioco basato sulla cattura di creature che assomigliassero agli insetti: i Pokémon, a cui i bambini avrebbero potuto affezionarsi dando loro un soprannome individuale e controllandoli in battaglia. Per evitare di riempire il mondo videoludico di "violenza gratuita", Tajiri decise di non far sanguinare o morire le creature, ma di farle semplicemente svenire.
Nel 1989 Tajiri fondò la software house Game Freak in collaborazione con il suo amico Ken Sugimori. L'anno seguente iniziarono a concepire le prime creature di quello che avevano provvisoriamente intitolato Capsule Monsters (カプセルモンスター?, Kapuseru Monsutā). Risalgono a questo periodo i design di Rhydon, Gastly, Slowbro, Nidorino e Gengar. In queste prime fasi di progettazione, il gameplay del gioco subì numerose modifiche, passando da una versione in cui i Pokémon potevano essere acquistati da rivenditori specializzati a un sistema per ottenere l'appoggio delle creature basato sul carisma del giocatore, fino alla versione finale in cui i Pokémon selvatici vengono catturati tramite Poké Ball. Quando fu commercializzato per la prima volta il Game Boy, Tajiri pensò che la console fosse perfetta per la sua idea; specialmente per la presenza del cavo Game Link che avrebbe permesso ai giocatori non solo di combattere tra di loro, ma anche e soprattutto di scambiare le creature, espandendo l'aspetto comunicativo e interattivo del gioco. Il game designer venne influenzato anche dal videogioco di Square The Final Fantasy Legend, che gli fece capire che il Game Boy poteva supportare anche giochi che non fossero solamente di azione. A causa di problemi legali, il titolo venne cambiato da Capsule Monsters a CapuMon e KapuMon, prima di attestarsi definitivamente come Pocket Monsters. Il progetto venne quindi proposto a Nintendo, sebbene lo stesso Tajiri nutrisse dei dubbi in merito al fatto che la compagnia avrebbe apprezzato e capito fino in fondo il concept del gioco. Nintendo accettò tuttavia la proposta, rimanendo abbastanza soddisfatta dai progetti precedenti di Tajiri da scommettere sulla sua prossima creazione. Shigeru Miyamoto, illustre game designer di Nintendo autore delle serie Mario, Donkey Kong e The Legend of Zelda, suggerì la creazione di versioni multiple del gioco contenenti ognuna dei Pokémon differenti; sistema che avrebbe incoraggiato il meccanismo degli scambi.
Lo sviluppo dei giochi richiese a Game Freak sei anni di lavoro e vide la partecipazione di appena nove dipendenti. L'artista Ken Sugimori diresse il team creativo preposto all'ideazione del design dei Pokémon e finalizzò l'aspetto di ogni creatura da far poi elaborare al dipartimento grafico per il rendering finale. In questo periodo Game Freak dovette affrontare gravi difficoltà finanziarie che la portarono sull'orlo della bancarotta; cinque impiegati diedero le dimissioni e lo stesso Taijiri dovette rinunciare temporaneamente al suo stipendio. Ultimata la programmazione vennero rimossi dai supporti gli strumenti di debugging ma, a causa delle limitate risorse della società, rimasero comunque numerosi difetti. Essendosi liberato un piccolo spazio sulla cartuccia, un programmatore di Game Freak, Shigeki Morimoto, decise di introdurre segretamente un 151º Pokémon chiamato Mew. Pensato originariamente come uno scherzo a conoscenza del solo personale di Game Freak, Tajiri rivelò invece al pubblico qualche mese dopo l'uscita dei giochi l'esistenza del Pokémon misterioso, permettendo ai giocatori di ottenerlo tramite un evento promozionale di Nintendo. In seguito è stato scoperto un modo per catturare Mew tramite un 'glitch del gioco. Lo stesso Tajiri ha ammesso che l'esistenza di Mew «creò molte dicerie e leggende sul gioco», contribuendo a «tenerne vivo l'interesse».
A conclusione dei sei anni di sviluppo, però, la tecnologia era evoluta e ben pochi puntavano ancora su una console antiquata come il Game Boy quando i CD-ROM per computer garantivano grafiche e prestazioni migliori. Tajiri si aspettava quindi un rifiuto da parte di Nintendo a commercializzare il prodotto, ma ancora una volta le sue paure si rivelarono infondate e la compagnia produsse il gioco, sebbene non riponesse troppa fiducia nel suo successo.

## Colonna sonora

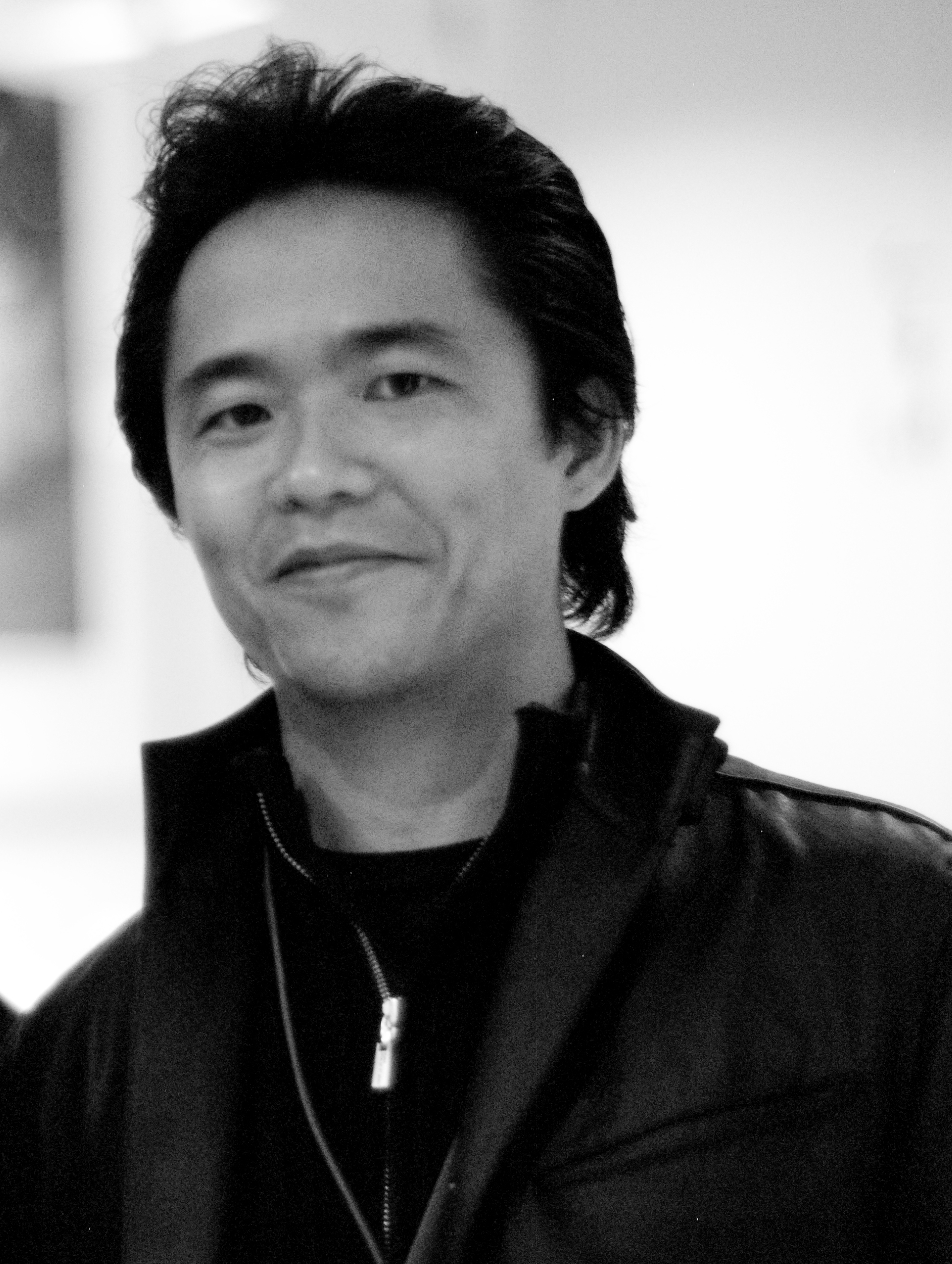
Jun'ichi Masuda ha composto le musiche dei giochi

La colonna sonora di Pokémon Rosso e Blu, comprendente le musiche di sottofondo e i versi dei Pokémon, è stata composta interamente da Jun'ichi Masuda. Essa venne scritta direttamente nella console portatile utilizzando le quattro tracce del dispositivo. A detta di Masuda, nonostante le limitazioni tecniche, la musica assumeva un ruolo importante per aiutare «il giocatore a entrare nello stato d'animo adatto allo scenario», visto che la grafica all'epoca era ancora più limitata. A differenza dei titoli successivi della serie, in cui la musica poteva essere composta in precedenza e indipendemente dallo sviluppo dei videogiochi essendo la loro struttura già largamente predefinita, in Pokémon Rosso e Blu essa dovette essere composta di pari passo con lo sviluppo del gioco. Masuda dovette quindi fare in modo di abbinare i suoni ai diversi scenari ed effetti visivi, stando attento a rispettare i tempi di gioco, in modo che la musica coincidesse con determinate azioni del giocatore.
La colonna sonora è stata raccolta nell'album Game Boy "Pokémon" no Sound ga marugoto haitte, asoberu CD (ゲームボーイ「ポケモン」のサウンドがまるごと入って、遊べるCD?, Gēmu Bōi "Pokemon" no saundo ga marugoto haitte, asoberu CD), pubblicato nel solo Giappone da Pikachu Records il 1º novembre 1997. Esso è composto da due dischi per un totale di 197 tracce, che comprendono le musiche di sottofondo, gli effetti sonori, i versi di tutti i Pokémon e le voci delle creature lette da Shin'ichirō Miki, la voce del Pokédex di Ash Ketchum nella serie televisiva.

## Distribuzione

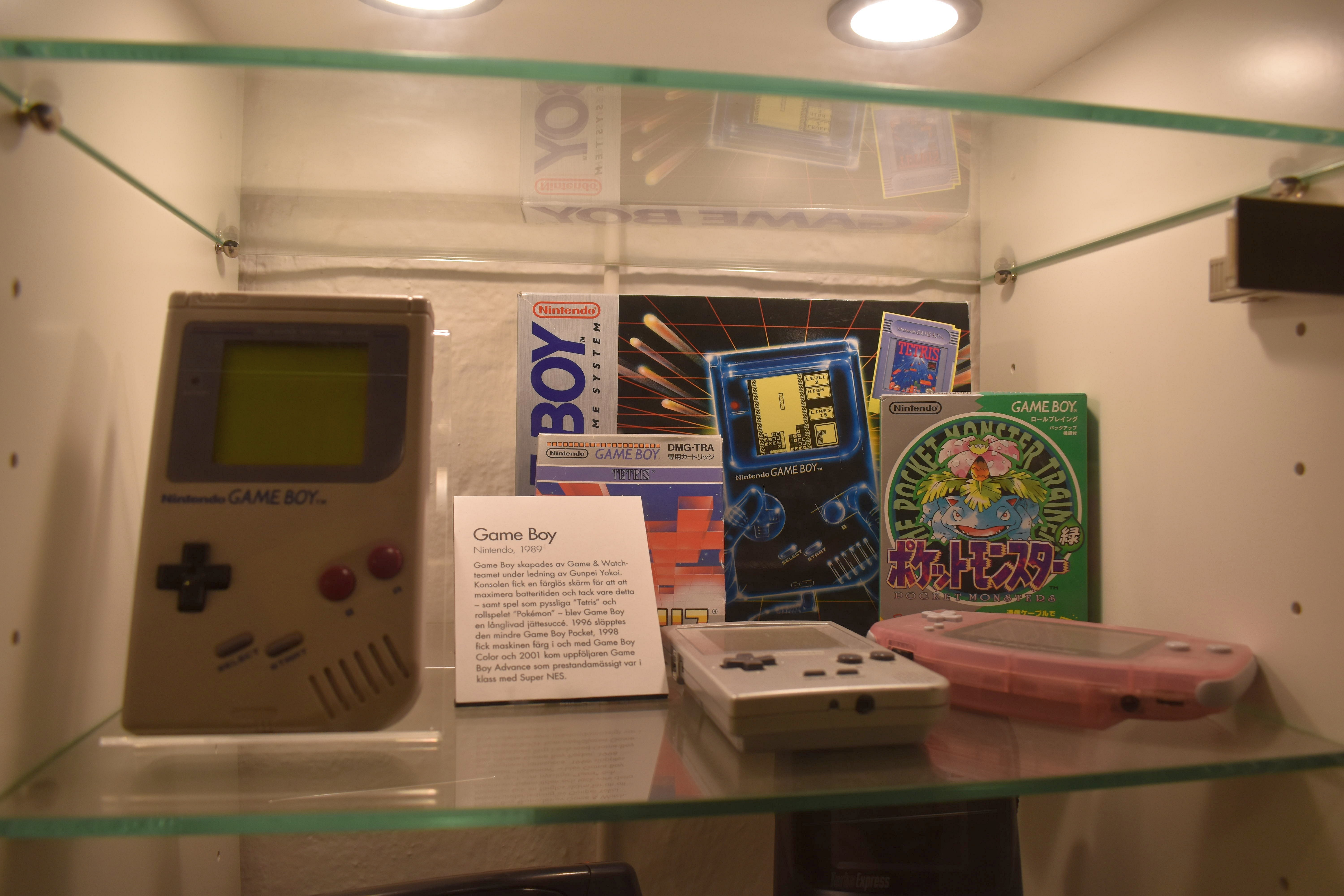
Copertina dell'originale giapponese Pocket Monsters Midori in esposizione allo Stockholms Spelmuseum (sulla destra)

Nonostante i giochi fossero completi già a fine ottobre 1995, Nintendo non riuscì a pubblicare i titoli in tempo per la fine dell'anno e ripiegò su un mese di scarse vendite come febbraio. In Giappone Pocket Monsters Aka (ポケットモンスター 赤?, Poketto Monsutā Aka, lett. "Pocket Monsters Rosso") e Pocket Monsters Midori (ポケットモンスター 緑?, Poketto Monsutā Midori, lett. "Pocket Monsters Verde") vennero quindi pubblicati il 27 febbraio 1996, con Charizard e Venusaur sulle rispettive copertine. Sebbene le premesse non fossero incoraggianti, le vendite furono subito buone, favorite anche dalla strategia di produrre due versioni del gioco con Pokémon esclusivi che spinse il pubblico a comprare entrambe le copie.
Pocket Monsters Ao (ポケットモンスター 青?, Poketto Monsutā Ao, lett. "Pocket Monsters Blu") venne pubblicato in patria il 15 ottobre 1996 come edizione speciale ordinabile dai soli abbonati alla rivista CoroCoro Comic e il 10 ottobre 1999 venne reso disponibile all'acquisto al grande pubblico. La confezione riprende quella dei due giochi precedenti mostrando però Blastoise. Esso presenta una grafica migliorata, nuovi dialoghi, la rimozione di numerosi glitch e piccole modifiche alle mappe. I Pokémon assenti in questa versione sono un miscuglio di quelli mancanti in Aka e Midori.

### Internazionalizzazione
Visto il successo dei videogiochi in Giappone, il prodotto venne proposto anche a Nintendo of America per una sua pubblicazione in Occidente. Le difficoltà principali per una localizzazione negli Stati Uniti, tuttavia, risiedevano nella mancanza di entusiasmo di fondo del pubblico nordamericano per i videogiochi di ruolo e nell'aspetto troppo tenero dei Pokémon. Il team di localizzazione suggerì addirittura di ripensare il design delle creature, al fine di renderle più mostruose, ma il presidente di Nintendo Hiroshi Yamauchi si rifiutò. Infine Nintendo of America si decise a lanciare il franchise Pokémon in grande stile, sperando di poter ripetere anche in Nord America il successo ottenuto dalle creature in Giappone. L'8 settembre 1998 iniziò dunque la trasmissione dell'anime e il 28 dello stesso mese furono messi in commercio i videogiochi Pokémon Rosso e Blu, corrispondenti nordamericani di Pocket Monsters Aka e Midori.
Fin dalle prime fasi del processo di traduzione apparve chiaro che trasporre semplicemente il testo di gioco dal giapponese all'inglese sarebbe stato impossibile a causa della fragilità del codice sorgente originale — un effetto collaterale del tempo insolitamente lungo che ci volle a sviluppare i giochi. I videogiochi vennero quindi programmati sulla base del più moderno Pocket Monsters Ao, con migliorie grafiche, soprattutto negli sprite, ma mantenendo la stessa distribuzione di Pokémon presente in Aka e Midori. Con l'approvazione di Nintendo, un team guidato da Hiro Nakamura rinominò i singoli Pokémon per adattarli a un pubblico occidentale, basandosi sul loro aspetto e caratteristiche. Con l'occasione Nintendo registrò i nomi delle 151 creature per assicurarsi che rimanessero limitate al solo franchise. I due giochi furono rinominati Pokémon, contrazione di Pocket Monster diffusa tra gli appassionati giapponesi della serie, ma anche perché Roald Dahl possedeva il copyright di Pocket Monster. Il titolo venne stampato a grandi lettere sulle confezioni dei due videogiochi, insieme allo slogan Gotta catch 'em all ("Acchiappali tutti!"); le immagini presenti nelle versioni giapponesi vennero sostituite da due disegni di Charizard e Blastoise a tutta pagina creati da Ken Sugimori. La scelta di intitolare i giochi Pokémon Rosso e Pokémon Blu, adottando il colore blu in luogo del verde, deriva probabilmente dal fatto che il primo era percepito come un colore più popolare in America e più utilizzato in contrapposizione al rosso.
Temendo che i videogiochi non avrebbero allettato i bambini e adolescenti statunitensi, Nintendo of America spese oltre cinquanta milioni di dollari per promuovere i due giochi e fece coincidere la loro pubblicazione con l'inizio delle trasmissioni della serie televisiva, con la messa in commercio del gioco di carte collezionabili e con un massiccio merchandising legato alla serie. I giochi vendettero molto bene e Pokémon si avviò a diventare un franchise estremamente lucrativo in Nord America.
Dopo la positiva esperienza nordamericana, i videogiochi vennero esportati anche in Australia, il 23 ottobre (Rosso) e il 1º novembre 1998 (Blu), e in Europa, il 5 ottobre 1999. Per la pubblicazione nei territori di lingua francese e tedesca, i team di localizzazione attribuirono nuovi nomi ai Pokémon, mentre le edizioni in italiano e spagnolo mantengono quelli della versione statunitense.

## Riedizioni

### Pokémon Giallo
In seguito al grande successo della serie televisiva, Nintendo produsse Pokémon Versione Gialla: Speciale Edizione Pikachu (ポケットモンスター ピカチュウ?, Poketto Monsutā Pikachū), un'edizione speciale e leggermente modificata di Rosso e Blu, a colori e con Pikachu come mascotte. Il videogioco venne pubblicato in Giappone il 12 settembre 1998, uscì in Nord America il 1º ottobre 1999 e in Europa il 16 giugno 2000.
La storia e il sistema di gioco si mantengono per la maggior parte identici a Rosso e Blu, con alcune differenze introdotte per rendere il gioco più simile alla serie TV. Il giocatore otterrà quindi come Pokémon iniziale un Pikachu che si rifiuta di entrare nella propria Poké Ball e lo seguirà ovunque. Sono stati inoltre introdotti alcuni personaggi non giocanti modellati su figure dell'anime, come il trio del Team Rocket Jessie, James e Meowth, l'infermiera Joy o l'agente Jenny. Pokémon Giallo ottenne il plauso della critica e vendette eccezionalmente bene, soprattutto in Nord America.

### Pokémon Rosso FuocoeVerde Foglia
Pokémon Rosso Fuoco (ポケットモンスター ファイアレッド?, Poketto Monsutā Faiareddo) e Pokémon Verde Foglia (ポケットモンスター リーフグリーン?, Poketto Monsutā Rīfugurīn) sono dei remake di Pocket Monsters Rosso e Verde per Game Boy Advance, pubblicati in Giappone il 29 gennaio, in Nord America il 9 settembre e in Europa il 1º ottobre 2004.
I remake utilizzano il motore grafico di Pokémon Rubino e Zaffiro e riprendono integralmente la storia di Rosso e Blu aggiungendo una serie di missioni supplementari una volta battuta la Lega Pokémon. Scambiare Pokémon da Rosso Fuoco e Verde Foglia divenne l'unico modo per ottenere le creature della prima generazione nelle edizioni Rubino e Zaffiro e successive, dal momento che Rosso e Blu non erano più compatibili con le nuove versioni.

### 3DS Virtual Console
Il 27 febbraio 2016 sono state pubblicate le conversioni dei due giochi e di Pokémon Giallo per la Virtual Console del Nintendo 3DS. Annunciati tramite Nintendo Direct il 12 novembre 2015, i videogiochi non sono remake delle versioni per Game Boy, ma una fedele riproposizione dei titoli originali. La grafica è in scala di grigio e tra le migliorie apportate vi è la possibilità di utilizzare la connessione wireless in sostituzione del Game Link Cable per effettuare scambi e lotte. Sono state inoltre modificate alcune animazioni per prevenire episodi di epilessia fotosensitiva nei soggetti sensibili. I videogiochi sono inoltre compatibili con il software Banca Pokémon. Ad aprile 2016 risultano scaricate oltre 1,5 milioni di copie di Rosso, Blu, Giallo e Verde, quest'ultimo distribuito solamente in Giappone.

## Accoglienza
| Testata                      | Versione | Giudizio |
| ---------------------------- | -------- | -------- |
| Allgame                      | Blu GB   | 4,5/5    |
| GameRankings (media al 2019) | Rosso GB | 87,86%   |
| GameRankings (media al 2019) | Blu GB   | 88,33%   |
| GameSpot                     | Blu GB   | 8,8/10   |
| IGN                          | Rosso GB | 10/10    |
| Nintendo Power               | GB       | 7,2/10   |
| Game Boy Color Mania         | GB       | 9/10     |

Immaginati da Tajiri agli albori del Game Boy, Pocket Monsters Rosso e Pocket Monsters Verde uscirono in Giappone nel febbraio 1996, quando la console appariva ormai sul viale del tramonto e Nintendo non si aspettava che potessero diventare un successo commerciale. Il lancio fu dunque in sordina, tuttavia le vendite crebbero lentamente ma costantemente. Forte di un passaparola positivo, Tajiri decise di rivelare al pubblico l'esistenza del Pokémon segreto Mew; in aprile la rivista CoroCoro Comic organizzò quindi un concorso per assegnare a venti fortunati la creatura misteriosa, a cui parteciparono ben 78 000 persone. Tajiri ha in seguito rivelato che il suo obiettivo era di incoraggiare i giocatori a scambiare il Pokémon introvabile e di mantenere alto l'interesse per il gioco creando un mito alimentato dal passaparola e dalla fantasia dei fan. Dopo questo evento e congiuntamente al successo della serie televisiva anime Pokémon, le vendite esplosero, passando da 200 000 a 4,7 milioni entro la fine del 1997. I videogiochi rimasero per un anno e mezzo in cima alle classifiche di vendita nipponiche e, con l'uscita di Pocket Monsters Blu, le tre versioni divennero il primo videogioco — e finora l'unico — a oltrepassare la soglia dei 10 milioni di esemplari venduti in Giappone, con 10,22 milioni di copie.
Le copie vendute in Nord America furono 11,27 milioni, mentre in Europa le vendite si attestarono sugli 8,89 milioni. Pokémon Rosso e Blu hanno fatto il loro ingresso nel Guinness dei primati come i titoli della serie con il maggior numero di copie vendute (31,37 milioni), rendendoli, secondo IGN, i videogiochi di ruolo per Game Boy più venduti di sempre e i GDR più venduti in assoluto.

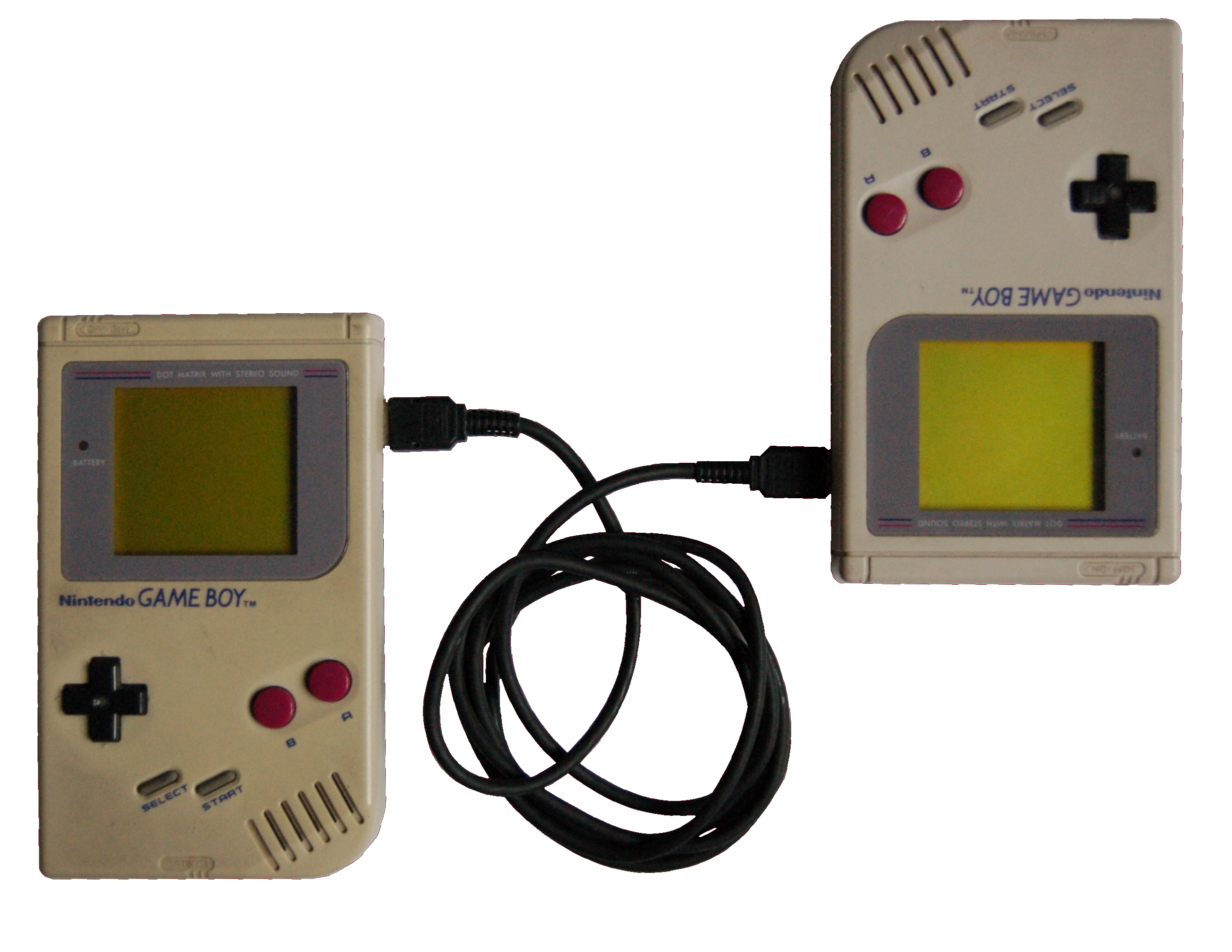
Lo scambio di Pokémon con il cavo Game Link tra due Game Boy è centrale nel gameplay dei giochi e fu uno degli elementi più apprezzati dalla critica.

Il successo dei videogiochi Pokémon Rosso e Blu è stato attribuito alla loro esperienza di gioco innovativa. Pur non vantando infatti effetti audiovisivi all'avanguardia, i giovani di tutto il mondo apprezzarono il sistema di gioco e l'aspetto comunicativo degli scambi, che garantivano un divertimento duraturo e variegato che non si esauriva — come per molti altri giochi — con la conclusione della storia. Le limitazioni grafiche e sonore dei due titoli, inoltre, sono state riconosciute come incentivi allo sviluppo dell'immaginazione e della creatività dei bambini. «Con tutto il gran parlare di motori grafici, texture mapping e simili, c'è qualcosa di fresco in questo superlativo sistema di gioco, che vi fa dimenticare la stucchevole grafica 8 bit», ha commentato The Guardian.
I giochi ricevettero valutazioni positive da parte della critica specializzata, ottenendo un punteggio cumulativo dell'87,86% (Rosso) e dell'88,33% (Blu) su GameRankings. Lodi particolari vennero riservate alle funzionalità multigiocatore che permettevano di scambiare Pokémon e di sfidare altri giocatori in combattimenti. Craig Harris di IGN assegnò ai giochi un 10/10, affermando che «anche se avete finito la storia principale, potreste non avere ancora tutti i Pokémon del gioco. La sfida di catturarli tutti è veramente l'attrattiva principale del gioco». La loro popolarità tra i bambini li fece diventare la moda del momento e fece nascere intorno ai due titoli una vera e propria frenesia. Peter Bartholow di GameSpot, che ha dato ai giochi una valutazione di 8,8/10, ha criticato proprio la bassa qualità grafica e sonora, descrivendoli però come i soli difetti del gioco. Tra gli aspetti positivi ha elencato la giocabilità, longevità e varietà, la modalità multigiocatore e l'accessibilità a giocatori non esperti, mantenendosi comunque interessante anche per i fan del genere RPG. Il sito Nintendolife.com assegna loro nove stelle su dieci e li definisce i giochi più stimolanti e di maggior successo della serie Pokémon, nonostante i continui aggiornamenti introdotti nei titoli seguenti, concludendo che si tratta di due dei migliori videogiochi di ruolo mai creati.

## Impatto culturale

Logo ufficiale della serie Pokémon introdotto nei giochi Rosso e Blu e utilizzato per tutti i titoli successivi del franchise.

Pokémon Rosso e Blu diedero il via, a cavallo tra gli anni novanta e duemila, a una vera e propria frenesia collettiva denominata "Pokémania" e sono stati i capostipiti di quello che si avviò a diventare un media franchise di svariate decine di milioni di dollari. I giochi sono stati adattati, a ridosso della loro uscita, nella fortunata serie televisiva anime Pokémon con protagonista Ash Ketchum e nel gioco di carte collezionabili Pokémon Trading Card Game. Nel 2013 è stato prodotto lo special Pokémon: Le origini che, a differenza della serie televisiva, segue le avventure di Rosso e si mantiene più fedele ai videogiochi Rosso e Blu. Nintendo ha fatto seguire a Pokémon Rosso e Blu una serie di titoli che riprendono lo stesso sistema di gioco, introducendo con ciascuna edizione nuove creature e alcune novità al gameplay. Nel videogioco seguente Pokémon Oro e Argento, una volta sconfitti i Superquattro della Lega Pokémon di Johto il giocatore può accedere alla regione di Kanto, la stessa in cui si svolgono Rosso e Blu, per batterne i capipalestra. Per terminare il gioco bisogna affrontare anche Blu, che ha rimpiazzato Giovanni come capopalestra di Smeraldopoli e Rosso, il Campione della regione. Sono stati sviluppati anche numerosi spin-off, come la serie Pokémon Mystery Dungeon, Pokémon Pinball e Pokémon Ranger. A cinque anni dall'uscita di Rosso e Blu, Nintendo celebrò il primo anniversario Pokémon, in cui George Harrison, il vice presidente di Nintendo of America, imputò il successo duraturo della serie a "quelle gemme preziose" di Pokémon Rosso e Blu, che iniziarono il tutto.
I due titoli rimangono ancora oggi dei riferimenti in materia di videogiochi. Essi figurano al 72º posto nella classifica dei 100 migliori giochi di tutti i tempi stabilita da IGN nel 2003; i giudici commentarono che essi "avviarono una rivoluzione" e ne elogiarono la profondità di gioco e la loro complessità e strategia. Due anni più tardi salirono alla 70ª posizione in virtù del loro impatto nella cultura di massa e della prolifica serie di videogiochi, film, trasmissioni televisive e prodotti correlati a cui diedero inizio. Nel 2007 la loro longevità li portò a ricoprire la 37ª posizione della stessa classifica:
Il sito 1UP.com ha composto una lista dei migliori cinque videogiochi che uscirono all'ultimo momento nella vita della console per cui erano stati sviluppati; in questo elenco Pokémon Rosso e Blu sono posizionati al primo posto come i giochi che hanno fatto emergere il "potenziale inespresso" del Game Boy nella seconda metà degli anni novanta. La rivista Nintendo Power li ha elencati al terzo posto tra i migliori videogiochi per Game Boy, mentre in una classifica simile di Game Informer occupano la seconda posizione e in quella di GamesRadar la prima. Essi figurano al quarto posto nella lista dei migliori videogiochi di ruolo stilata da IGN. Nel 2009 VG Chartz li posizionò al 19º posto tra i cento migliori videogiochi scelti dalla redazione.
Il 12 febbraio 2014 un programmatore australiano anonimo lanciò l'iniziativa "Twitch Plays Pokémon", un "esperimento sociale" sul sito streaming Twitch per permettere a persone di tutto il mondo di giocare una partita collettiva a Pokémon Rosso inserendo i comandi nella chat del sito. Il gioco venne completato il 1º marzo 2014, dopo 390 ore di gioco multiplayer ininterrotto e vide la partecipazione di una media di 50 000 persone.